# Carl von Küster (Botaniker)

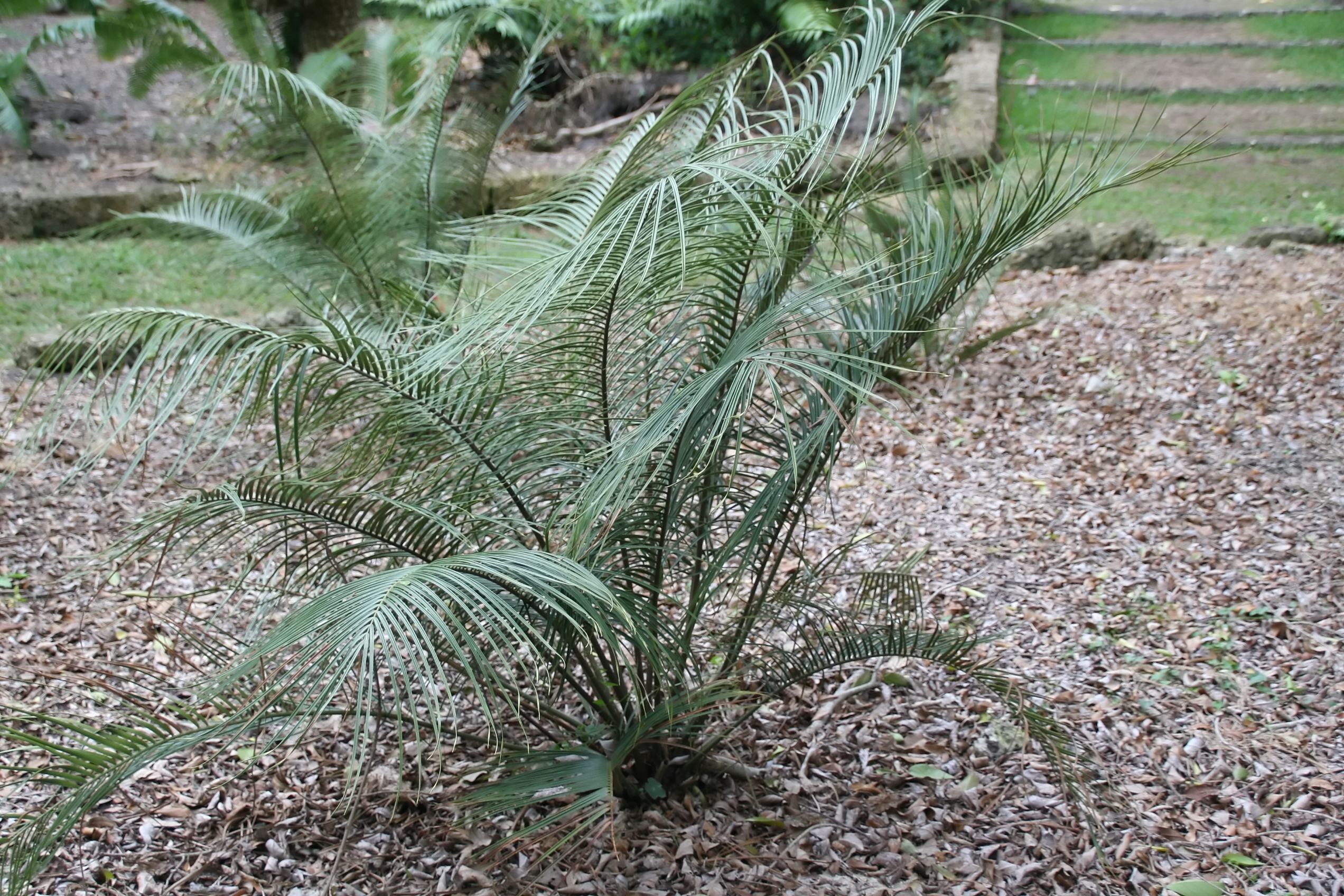
Ceratozamia kuesteriana Regel 1857

Freiherr Carl von Küster (* 21. Julijul. / 2. August 1820greg. in Sankt Petersburg; † 2. Dezemberjul. / 14. Dezember 1893greg. in Darmstadt) war ein deutscher Diplomat, Wirklicher Geheimrat und Russisch-Kaiserlicher Staatssekretär, Naturforscher und Botaniker.

## Leben
Carl von Küster studierte an der Ludwigs-Universität Gießen und wurde in Gießen am 6. März 1846 zum Dr. phil. promoviert. Er wurde Wirklicher Geheimrat und Kaiserlich-Russischer Staatssekretär und wirkte von 1857 bis 1864 als Direktor des botanischen Gartens in Sankt Petersburg. Von 1875 bis 1881 unterstand ihm das Theater in Sankt Petersburg.
Am 15. Oktober 1855 wurde Carl von Küster unter der Präsidentschaft von Christian Gottfried Daniel Nees von Esenbeck  mit dem akademischen Beinamen Trinius II. unter Matrikel-Nr. 1744 als Mitglied in die Kaiserliche Leopoldino-Carolinische Akademie der Naturforscher aufgenommen.
Eduard August von Regel benannte 1857 ihm zu Ehren den Palmfarn Ceratozamia kuesteriana Regel 1857.

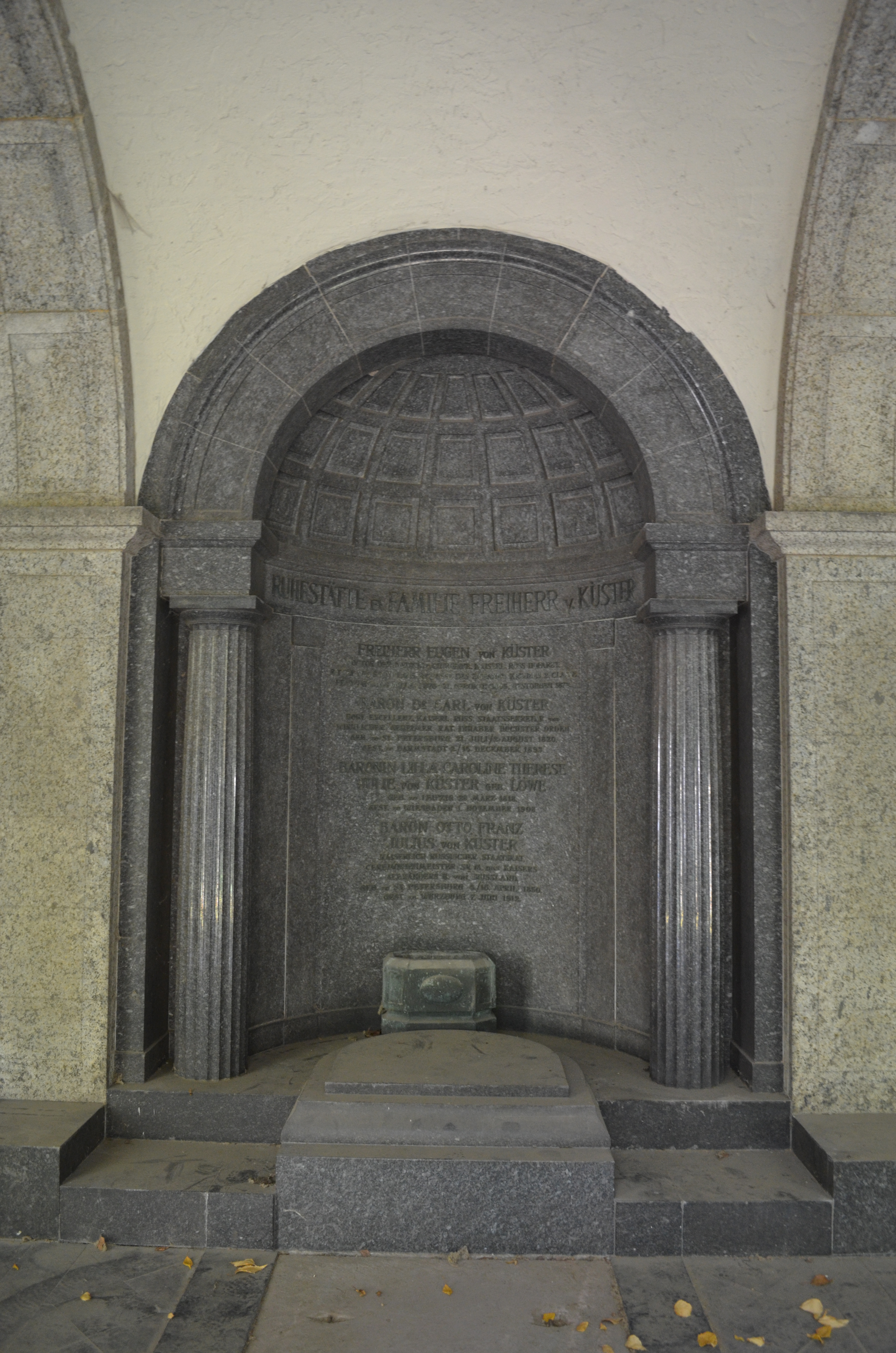
Frankfurt, Hauptfriedhof, Gruftenhalle, Gruft 21 (von Küster)

Sein Grab befindet sich in der Familiengruft (Gruft 21) der Freiherren von Küster auf dem Frankfurter Hauptfriedhof, in der auch andere Mitglieder seiner Familie ihre letzte Ruhestätte fanden.
- Lilla Caroline Therese Julie von Küster, geborene Löwe (28. März 1818 Leipzig – 1. November 1908 Wiesbaden)
- Eugen von Küster (1845–1872), Kaiserlich–Russischer Hofarzt
- Otto Franz Julius von Küster (4./16. April 1850 St. Petersburg – 7. Juni 1912 Würzburg), Kaiserlich-Russischer Staatsrat